# ヴィレ・ニエミネン
ヴィレ・ニエミネン（よりフィンランド語に近い表記ではヴィッレ・ニエミネン、Ville Nieminen、1977年4月6日 - ）は、フィンランドのタンペレ出身の元プロアイスホッケー選手。ポジションはフォワード。

## 来歴
地元のジュニアチームを経てフィンランドトップリーグSMリーガのTappara Tampereに所属する。
1997年のNHLドラフト3巡目(全体78位)でコロラド・アバランチで指名を受ける。1997-01年はAHLのハーシー・ベアーズでプレーした。2000-2001シーズン途中にNHLに昇格する。レギュラーシーズン50試合に出場し、レギュラーに定着する。プレイオフでチームはスタンレーカップを獲得する。
2001-2002シーズンもレギュラーに定着していたが、シーズン半ばでピッツバーグ・ペンギンズにトレードされる。このトレードは1(ペンギンス)対2(アバランチ)のトレードで、ペンギンス側はダリウス・カスパライティス(Darius Kasparaitis)を放出した。
2003-2004シーズン、ニエミネンはシカゴ・ブラックホークスに移籍する。シーズン半ばにカルガリー・フレームスに移籍し、プレーオフに進出する。チームは決勝でタンパベイ・ライトニングに敗れ、スタンレーカップ獲得を逃した。
ロックアウトによるシーズンキャンセルとなった2004-2005シーズンはニエミネンは地元のTappara Tampereでプレーした。
2005-2006シーズンでは、ニューヨーク・レンジャースでプレーするが、シーズン途中サンノゼ・シャークスに移籍する。シャークスはプレイオフに進出するが、チームはセカンドラウンドでエドモントン・オイラーズに敗れる。
オリンピックでは2002年ソルトレークシティオリンピック及び2006年トリノオリンピックの代表に選ばれており、トリノではフィンランドの銀メダル獲得に貢献した。
2006-2007シーズン途中、ニエミネンはサンノゼ・シャークスからセントルイス・ブルースにトレードされた。シーズンオフ、ニエミネンはブルースとの契約が切れ、スウェーデンのホッケーアルスヴェンスカン（エリートリーグに次ぐスウェーデン第二のプロアイスホッケーリーグ）に所属するマルメ・レッドホークスと二年契約を結んだ。

## 選手としての特徴
スケーティングのスピードとパックハンドリングに優れたプレイヤーで、またチェックを得意とするハードヒッターでもある。
アダム・デッドマーシュが移籍したコロラドではセカンドラインのプレイヤーを勤めたが、基本的にはサードライン以降を固めるプレイヤーである。
ニエミネンの一番の特徴は何と言ってもプレイ中常に大きく開いている口である。「あの口にはそのうちパックが収まるんじゃないか？」とコロラド時代の同僚のロブ・ブレイクに言われるほどである。

## 詳細情報

### 代表歴
- 2002年オリンピック男子アイスホッケーフィンランド代表
- 2006年オリンピック男子アイスホッケーフィンランド代表